# موش کور طلایی
موش کورهای طلایی، پستاندارانی حشره‌خوار بومی جنوب آفریقا هستند. آن‌ها عضو تیره زردموش کوران (Chrysochloridae) هستند و از لحاظ آرایه‌شناسی، این جانوران با موش کور متفاوت هستند و تنها به دلیل همگرایی فرگشتی همانند هم هستند. موش کورهای طلایی همانندی بسیاری به موش کورهای کیسه‌دار استرالیا دارند.

## آرایه‌شناسی
- راسته حشره‌خواران آفریقایی
  - زیرراسته تیغ‌پشت
    - خانواده تیغ‌پشت:

  - زیرراسته Chrysochloridea
    - تیره Chrysochloridae
      - زیرخانواده موش کور طلایی
        - سرده موش کور طلایی آرند
          - موش کور طلایی آرند (Carpitalpa arendsi)

        - سرده Chlorotalpa
          - موش کور طلایی دوثی (Chlorotalpa duthieae)
          - موش کور طلایی اسکلیتر (Chlorotalpa sclateri)

        - سرده زرین‌سبزها
          - زیرسرده Chrysochloris
            - موش کور طلایی دماغه (Chrysochloris asiatica)
            - موش کور طلایی ویساژی (Chrysochloris visagiei)

          - زیرسرده Kilimatalpa
            - موش کور طلایی استولمان (Chrysochloris stuhlmanni)

        - سرده طلایی‌موش‌های بزرگ
          - موش کور طلایی بزرگ (Chrysospalax trevelyani)
          - موش کور طلایی زبرمو (Chrysospalax villosus)

        - سرده Cryptochloris
          - موش کور طلایی دوینتون (Cryptochloris wintoni)
          - Van Zyl's golden mole (Cryptochloris zyli)

        - سرده موش کور طلایی گرنت
          - موش کور طلایی گرنت (Eremitalpa granti)

      - زیرخانواده موش کور طلایی
        - سرده طلایی‌موش‌های آفریقای جنوبی
          - موش کور طلایی فینبوس (Amblysomus corriae)
          - موش کور طلایی هاتنتوت (Amblysomus hottentotus)
          - موش کور طلایی مارلی (Amblysomus marleyi)
          - موش کور طلایی تنومند (Amblysomus robustus)
          - موش کور طلایی های‌ولد (Amblysomus septentrionalis)

        - سرده طلایی‌موش‌های آفریقای میانه
          - زیرسرده Huetia
            - موش کور طلایی کنگو (Calcochloris leucorhinus)

          - زیرسرده Calcochloris
            - موش کور طلایی زرد (Calcochloris obtusirostris)

          - زیرسرده طبقه‌بندی نامشخص
            - موش کور طلایی سومالی (Calcochloris tytonis)

        - سرده موش کور طلایی
          - موش کور طلایی جولیانا (Neamblysomus julianae)
          - موش کور طلایی گانینگ (Neamblysomus gunningi)